# Nacktsamige Pflanzen
Die Nacktsamigen Pflanzen (Gymnospermae, von altgriechisch γυμνός gymnós „nackt“ und σπέρμα spérma „Keim“, „Same“ – wörtlich „nackter Same“), kurz Nacktsamer, sind Samenpflanzen (Spermatophytina), deren Samenanlagen nicht wie bei den Bedecktsamigen Pflanzen in einem Fruchtknoten eingeschlossen sind. Die Fruchtblätter sind nicht geschlossen. Dies stellt innerhalb der Samenpflanzen den ursprünglichen Zustand dar.
Die Nacktsamer werden in die Klassen Coniferopsida (inklusive Gnetales), Cycadopsida (Palmfarne) und Ginkgoopsida (Ginkgopflanzen) eingeteilt.

## Paläobotanik
Seit dem Oberperm, vor 270 Millionen Jahren (270 Ma), entwickelten sich die Gruppen von Nacktsamern. Später entwickelten sich in der mittleren Kreide, vor 120 Millionen Jahren, die Bedecktsamer (einzelne Vorläufer sind schon aus dem Oberen Jura bekannt). Alle nacktsamigen Taxa stellen heute Reliktgruppen dar. Gegenüber ehemals hunderttausenden von Arten gibt es heute nur noch gut fünfhundert Arten. Selbst die höheren Taxa wie Klassen enthalten oft nur wenige Arten. Die Areale sind oft disjunkt, das zeigt auch, dass diese Gruppen nur noch Relikte sind. Den Höhepunkt ihrer Entwicklung mit den meisten Arten hatten die Nacktsamer im Jura, sie dienten unter anderem vielen Dinosauriern als Nahrung. Heute artenreich und weitverbreitet sind alleine die Nadelholzgewächse (Pinophyta) mit über 350 Arten. Fossilfunde geben einen kleinen Überblick über den früheren Artenreichtum der nacktsamigen Taxa und der Ökosysteme, die sie damals bildeten. Bei der Entstehung der Samenpflanzen wurde der Generationswechsel, der bei den blütenlosen Moosen und Farnen durch abwechselnde Ausbildung eines Gametophyten und eines Sporophyten stattfand, in eine Blüte verlagert, in welcher sie beide anzutreffen sind. Das gilt sowohl für die Nacktsamer als auch für die Bedecktsamer.

## Beschreibung

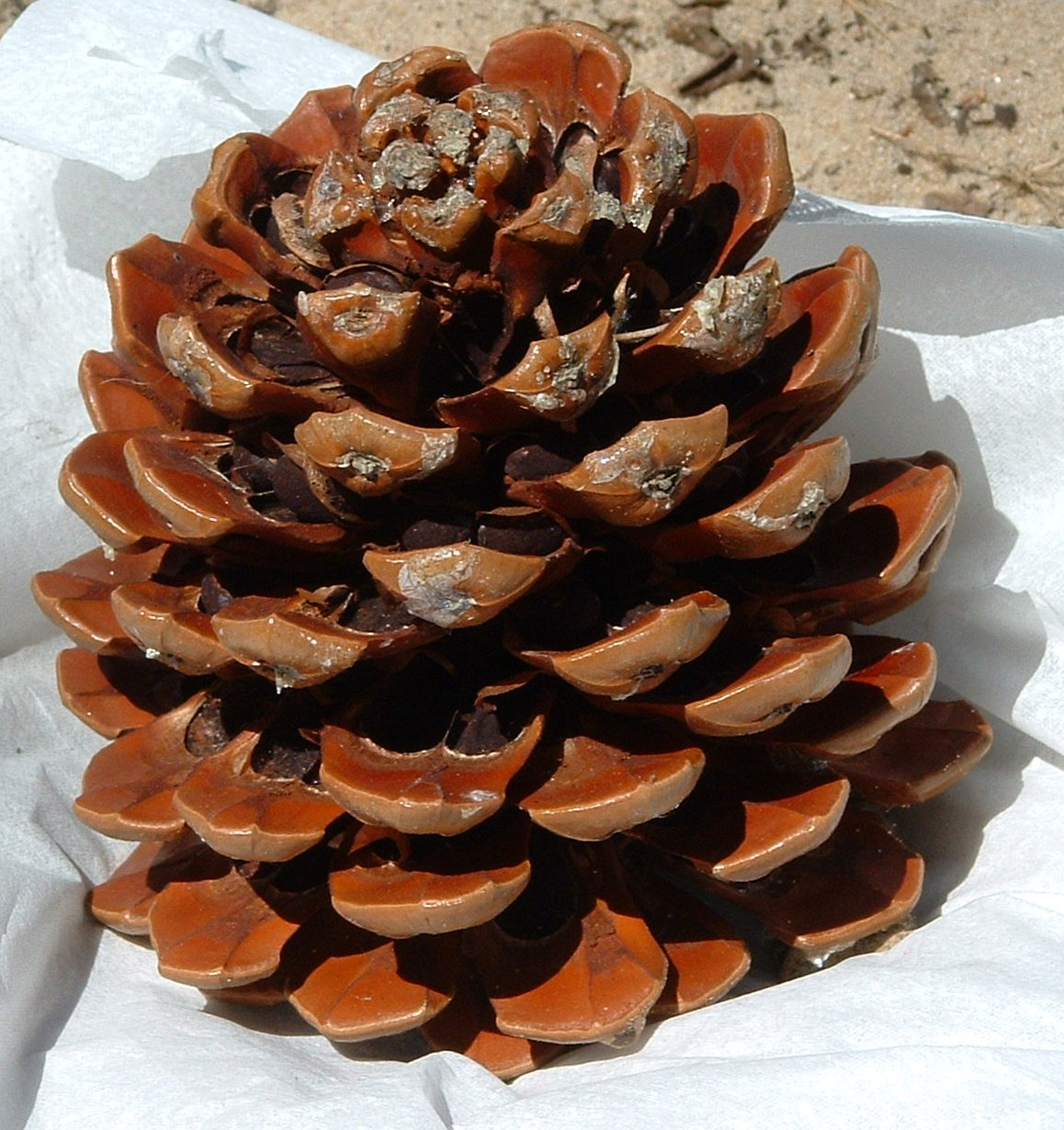
Zapfen einer Pinie mit geöffneten verholzten Fruchtblättern, zwischen denen die Samen, die Pinienkerne, liegen.

Alle heutigen Nacktsamer sind Holzpflanzen mit sekundärem Dickenwachstum. Von den Bedecktsamern unterscheiden sich die nacktsamigen Pflanzen in der Anordnung ihrer Leitungsbahnen. Außerdem besitzen sie im Gegensatz zu den Bedecktsamigen Pflanzen im Xylem nur Tracheiden.

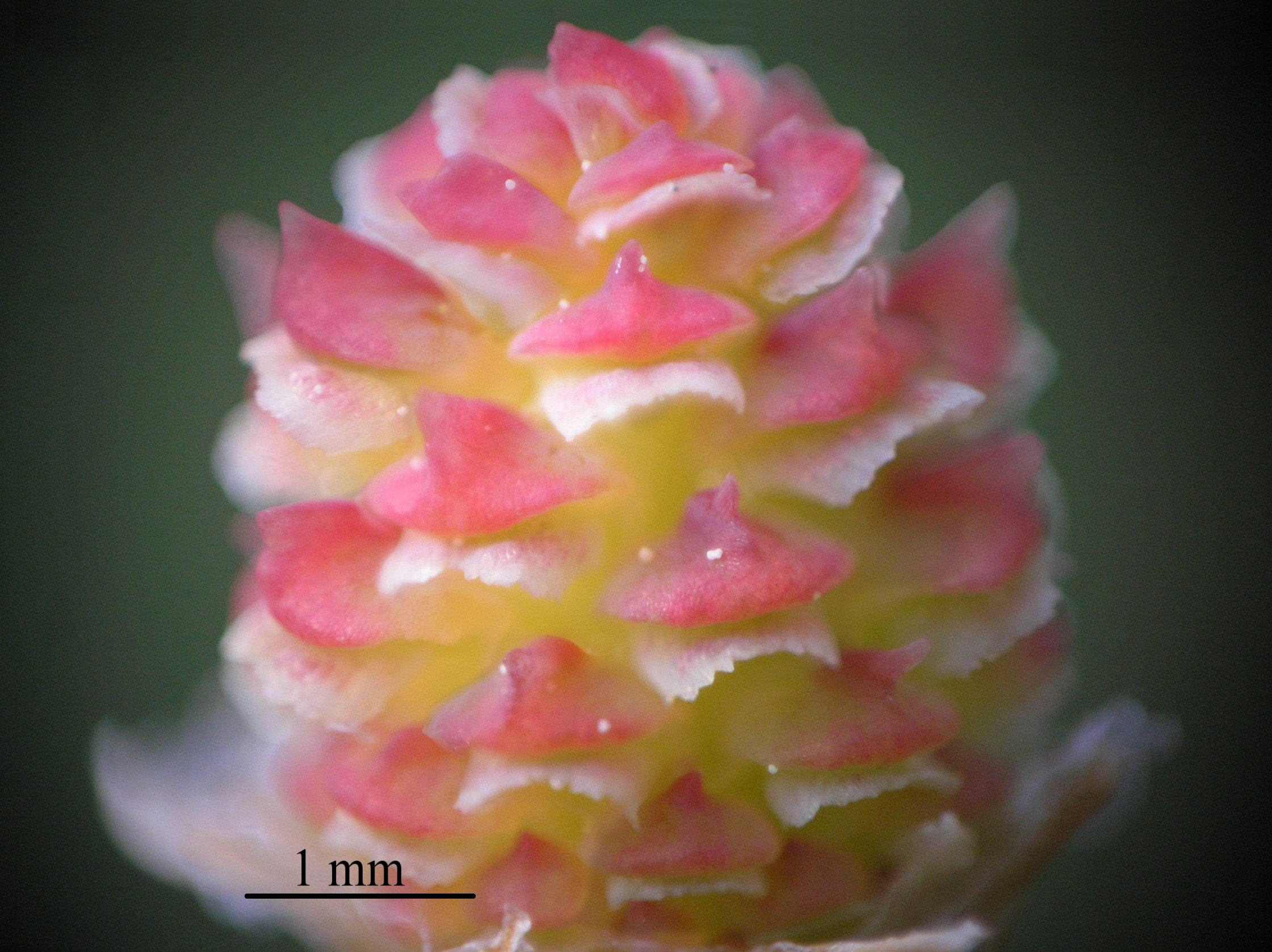
Weiblicher Blütenstand der Waldkiefer (vergrößert)

Die Blüten sind getrenntgeschlechtig und bestehen nur aus Mikro- und Megasporophyllen (die Bezeichnungen Staubblätter bzw. Fruchtblätter sollten auf die Bedecktsamer beschränkt bleiben). Häufig sind viele Blüten eines Geschlechtes in Zapfen zusammengefasst. Gymnospermen sind in der Regel einhäusig (monözisch), es gibt aber auch zweihäusige (diözische) Arten. Die Ausbreitung des Pollens erfolgt meistens mit Hilfe des Windes (Anemophilie). Es wurde aber auch Insektenbestäubung beobachtet. Dann gelangt der Pollen direkt auf die ungeschützte Mikropyle, die Empfängnisstelle. Bei Ginkgopflanzen (Ginkgophyta) und Palmfarnen (Cycadophyta) gibt es ähnlich wie bei vielen Algen begeißelte Spermazellen (Spermatozoide). Diese werden vom Pollenschlauch in eine flüssigkeitsgefüllte Vertiefung am Nucellusscheitel (Pollenkammer) entlassen, so dass sie zur Eizelle schwimmen können. Bei den anderen Gruppen wächst der Pollenschlauch zur Eizelle und entlässt dort einen Gametenkern, der die Eizelle befruchtet. Zwischen Bestäubung und Befruchtung liegt nur ein kurzer Weg ohne Barrieren. Allerdings kann zwischen beiden Vorgängen sehr viel Zeit vergehen.

## Systematik
Die Nacktsamer bilden ein monophyletisches Taxon. Zu den Nacktsamern werden traditionell gezählt:
- Palmfarne (Cycadopsida): mit etwa 200 bis 300 Arten
- Ginkgopflanzen (Ginkgoopsida): mit nur noch einer rezenten Art
- Coniferopsida (inklusive Gnetales): mit etwa 670 bis 682 Arten

Die Phylogenie der grundlegenden Gruppen der Samenpflanzen war lange Zeit umstritten. Besondere Probleme bereitete dabei die kleine und artenarme Gruppe der Gnetophyta (oder im Ordnungsrang Gnetales genannt). Morphologisch arbeitende Systematiker favorisierten lange Zeit die Hypothese, dass die Gnetales die nächsten Verwandten der Bedecktsamer (also der Blütenpflanzen im engeren Sinne) seien, dies wird die „Anthophyten-Hypothese“ genannt. Wäre dies zutreffend, wären die Nacktsamer kein monophyletisches Taxon, müssten also als systematische Gruppe aufgegeben werden. Später erwiesen vor allem genetische Untersuchungen, die die Verwandtschaft anhand des Vergleichs verschiedener homologer Genabschnitte untersuchen (Phylogenomik), dass die Anthophyten-Hypothese nicht zutreffen kann. Dennoch blieb die Stellung der Gnetales unsicher, je nach Untersuchung wurden die Kieferngewächse, die Zypressengewächse, beide zusammen als Koniferen, oder alle anderen Nacktsamer als Schwestergruppe ermittelt. Erst seit etwa 2000, im Detail seit 2018 haben sich die Zusammenhänge geklärt. Demnach sind die Gnetales vermutlich die Schwestergruppe der Kieferngewächse, was die Koniferen im klassischen Sinn paraphyletisch macht. Die Bedecktsamer sind dadurch Schwestergruppe der Nacktsamer.
Es ergibt sich folgende Verwandtschaftshypothese:
|  | Cycadopsida  |
|  |              |
|  | Ginkgoopsida |
|  |              |

|  | Cupressales (Koniferen ohne die Pinaceae)                           |
|  |                                                                     |
|  | \| \| Gnetales \| \| \| \| \| \| Pinales (nur Pinaceae) \| \| \| \| |
|  |                                                                     |
|  | Gnetales                                                            |
|  |                                                                     |
|  | Pinales (nur Pinaceae)                                              |
|  |                                                                     |

|  | Gnetales               |
|  |                        |
|  | Pinales (nur Pinaceae) |
|  |                        |

|  | Cycadopsida  |
|  |              |
|  | Ginkgoopsida |
|  |              |

|  | Cupressales (Koniferen ohne die Pinaceae)                           |
|  |                                                                     |
|  | \| \| Gnetales \| \| \| \| \| \| Pinales (nur Pinaceae) \| \| \| \| |
|  |                                                                     |
|  | Gnetales                                                            |
|  |                                                                     |
|  | Pinales (nur Pinaceae)                                              |
|  |                                                                     |

|  | Gnetales               |
|  |                        |
|  | Pinales (nur Pinaceae) |
|  |                        |

|  | Cycadopsida  |
|  |              |
|  | Ginkgoopsida |
|  |              |

|  | Cupressales (Koniferen ohne die Pinaceae)                           |
|  |                                                                     |
|  | \| \| Gnetales \| \| \| \| \| \| Pinales (nur Pinaceae) \| \| \| \| |
|  |                                                                     |
|  | Gnetales                                                            |
|  |                                                                     |
|  | Pinales (nur Pinaceae)                                              |
|  |                                                                     |

|  | Gnetales               |
|  |                        |
|  | Pinales (nur Pinaceae) |
|  |                        |

|  | Cycadopsida  |
|  |              |
|  | Ginkgoopsida |
|  |              |

|  | Cupressales (Koniferen ohne die Pinaceae)                           |
|  |                                                                     |
|  | \| \| Gnetales \| \| \| \| \| \| Pinales (nur Pinaceae) \| \| \| \| |
|  |                                                                     |
|  | Gnetales                                                            |
|  |                                                                     |
|  | Pinales (nur Pinaceae)                                              |
|  |                                                                     |

|  | Gnetales               |
|  |                        |
|  | Pinales (nur Pinaceae) |
|  |                        |

|  | Cycadopsida  |
|  |              |
|  | Ginkgoopsida |
|  |              |

|  | Cupressales (Koniferen ohne die Pinaceae)                           |
|  |                                                                     |
|  | \| \| Gnetales \| \| \| \| \| \| Pinales (nur Pinaceae) \| \| \| \| |
|  |                                                                     |
|  | Gnetales                                                            |
|  |                                                                     |
|  | Pinales (nur Pinaceae)                                              |
|  |                                                                     |

|  | Gnetales               |
|  |                        |
|  | Pinales (nur Pinaceae) |
|  |                        |

|  | Cycadopsida  |
|  |              |
|  | Ginkgoopsida |
|  |              |

|  | Cupressales (Koniferen ohne die Pinaceae)                           |
|  |                                                                     |
|  | \| \| Gnetales \| \| \| \| \| \| Pinales (nur Pinaceae) \| \| \| \| |
|  |                                                                     |
|  | Gnetales                                                            |
|  |                                                                     |
|  | Pinales (nur Pinaceae)                                              |
|  |                                                                     |

|  | Gnetales               |
|  |                        |
|  | Pinales (nur Pinaceae) |
|  |                        |

|  | Cycadopsida  |
|  |              |
|  | Ginkgoopsida |
|  |              |

|  | Cupressales (Koniferen ohne die Pinaceae)                           |
|  |                                                                     |
|  | \| \| Gnetales \| \| \| \| \| \| Pinales (nur Pinaceae) \| \| \| \| |
|  |                                                                     |
|  | Gnetales                                                            |
|  |                                                                     |
|  | Pinales (nur Pinaceae)                                              |
|  |                                                                     |

|  | Gnetales               |
|  |                        |
|  | Pinales (nur Pinaceae) |
|  |                        |

|  | Cycadopsida  |
|  |              |
|  | Ginkgoopsida |
|  |              |

|  | Cupressales (Koniferen ohne die Pinaceae)                           |
|  |                                                                     |
|  | \| \| Gnetales \| \| \| \| \| \| Pinales (nur Pinaceae) \| \| \| \| |
|  |                                                                     |
|  | Gnetales                                                            |
|  |                                                                     |
|  | Pinales (nur Pinaceae)                                              |
|  |                                                                     |

|  | Gnetales               |
|  |                        |
|  | Pinales (nur Pinaceae) |
|  |                        |

## Bilder

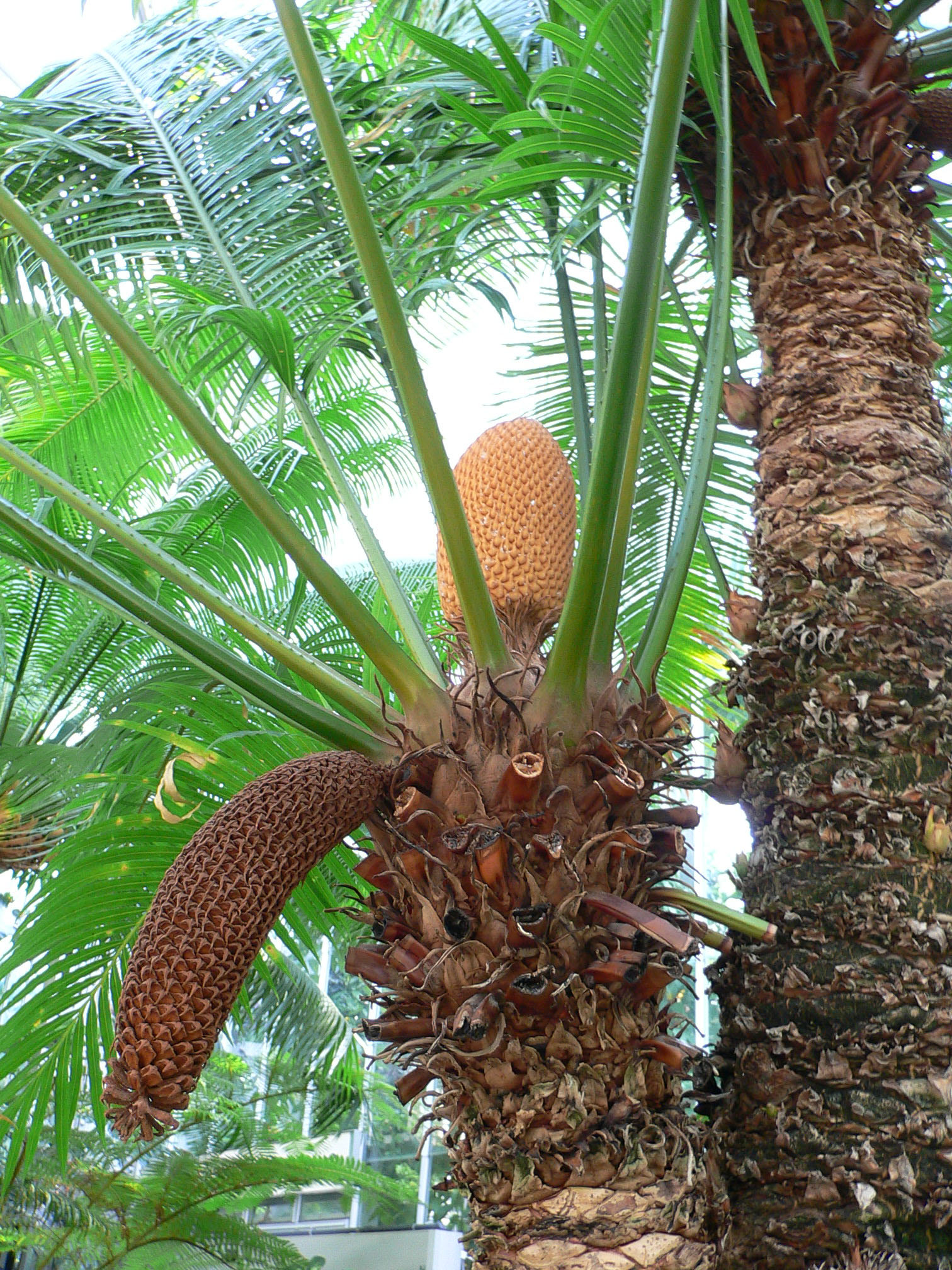
Cycas circinalis, Cycadaceae, Palmfarne (Cycadopsida), mit einem jungen zapfenförmigen Blütenstand und einem verholzten hängenden Zapfen
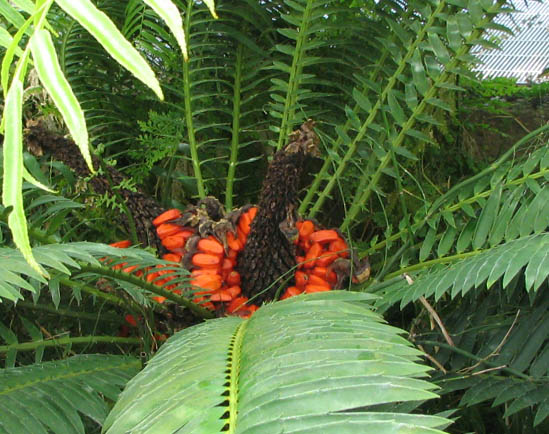
Encephalartos lebomboensis, Zamiaceae, Palmfarne (Cycadopsida), mit reifen Samen
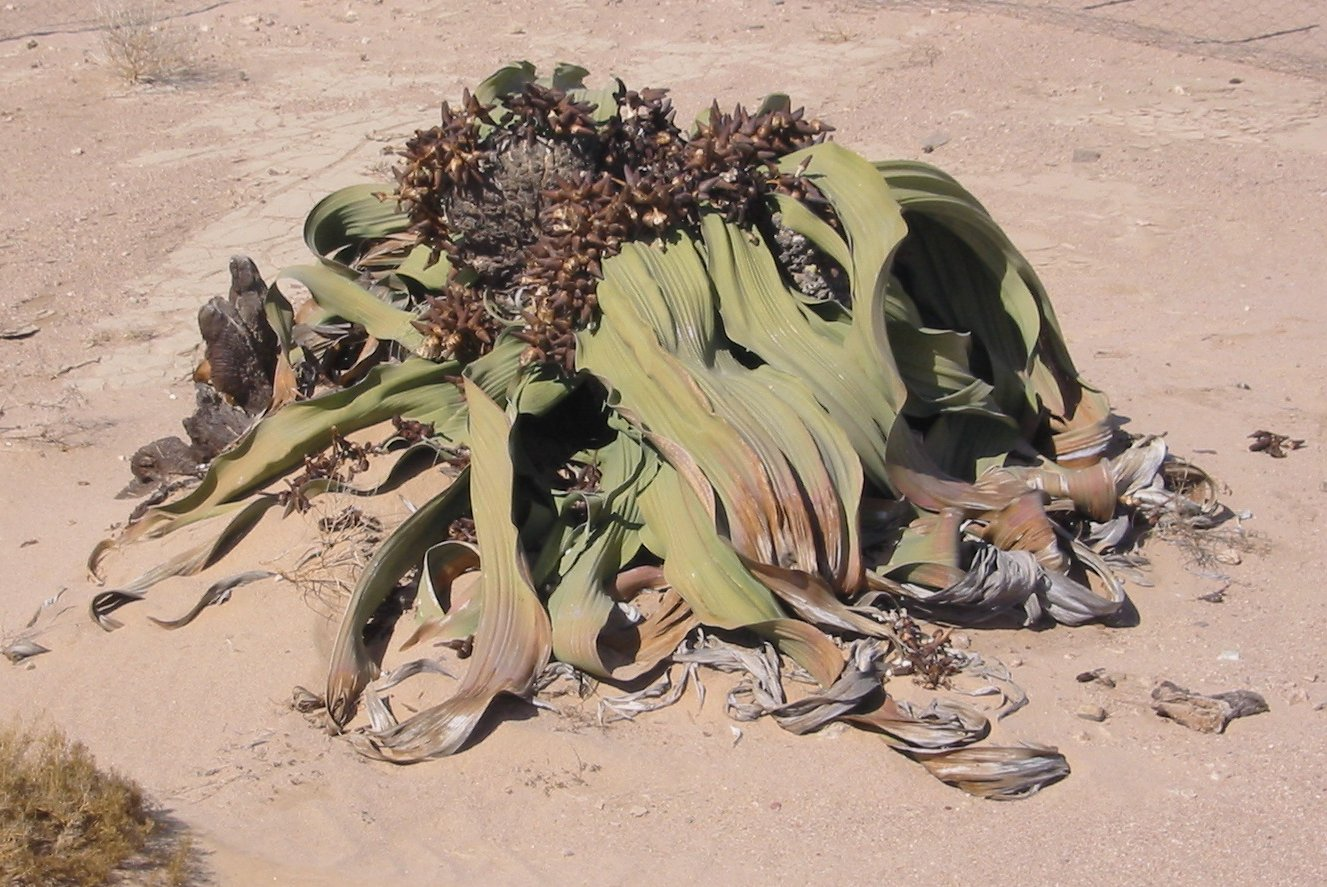
Welwitschia mirabilis, Coniferopsida, Gnetales
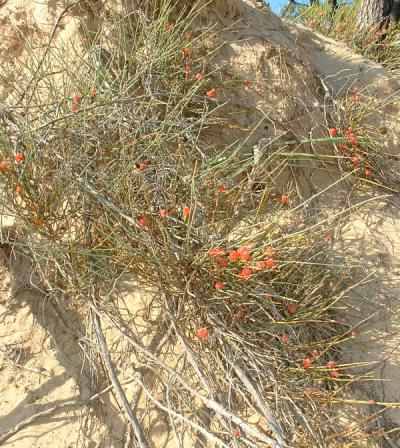
Ephedra distachya, Coniferopsida, Gnetales
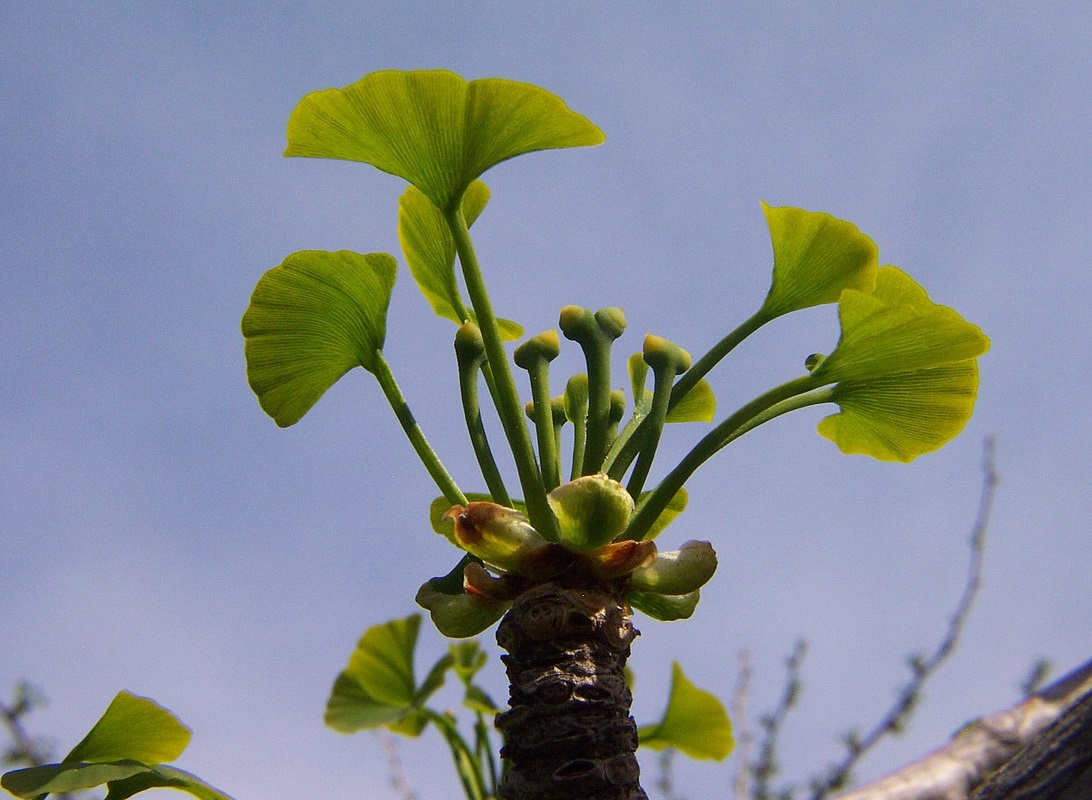
Weibliches Blütengebilde von Ginkgo biloba
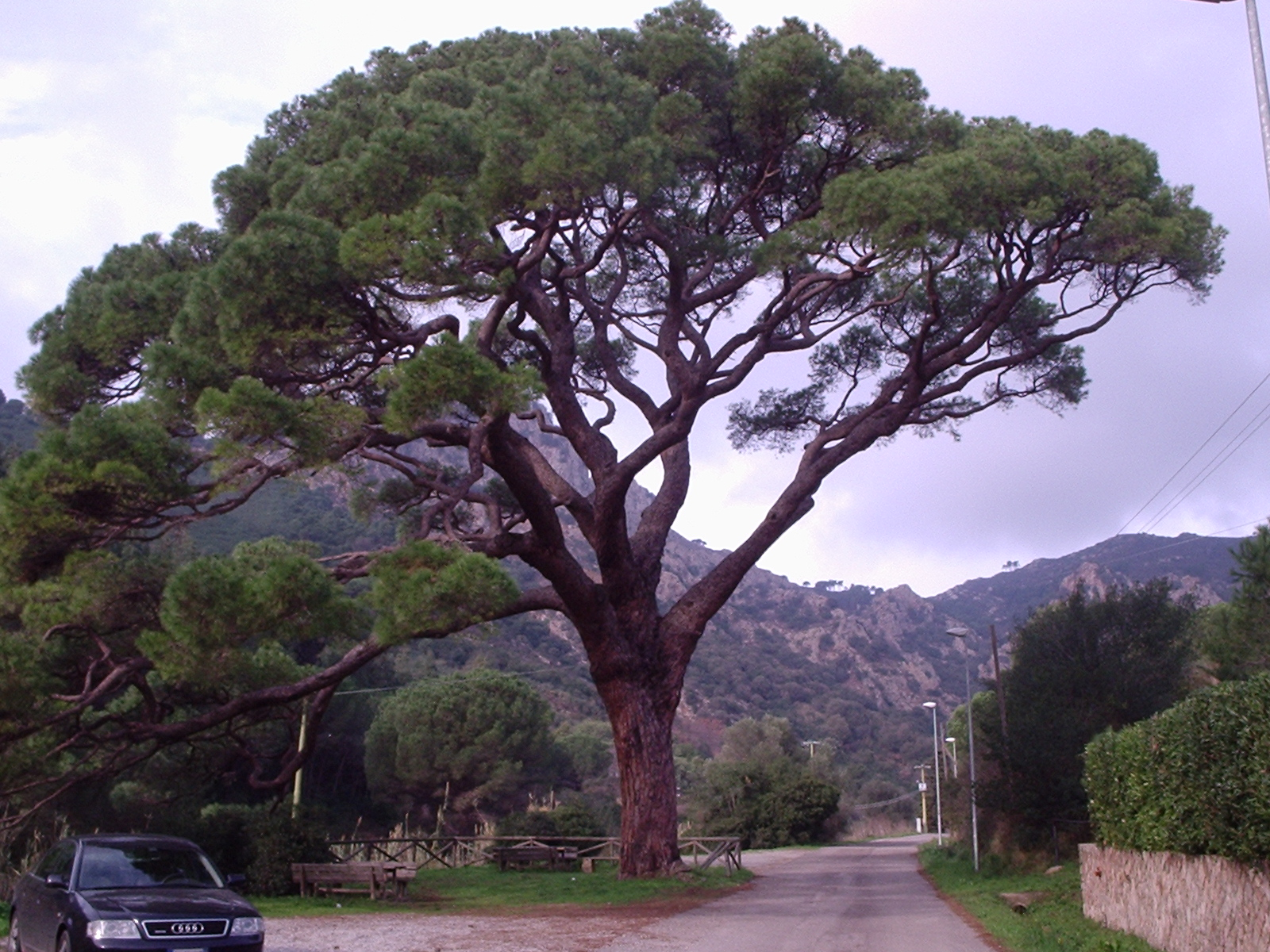
Pinus pinea (Pinie), Coniferopsida